# اچ‌ام‌اس ونتی (دی۲۸)
اچ‌ام‌اس ونتی (دی۲۸) (به انگلیسی: HMS Vanity (D28)) یک کشتی بود که طول آن ۳۰۰ فوت (۹۱٫۴ متر) بود. این کشتی در سال ۱۹۱۸ ساخته شد.